# Leoš Petrovský
Leoš Petrovský  (* 5. Januar 1993 in Frýdek-Místek) ist ein tschechischer Handballspieler.

## Karriere

### Verein
Petrovský begann seine Karriere im Alter von acht Jahren in seiner Heimatstadt Frýdek-Místek. Bis 2012 spielte er beim ansässigen Proficlub SKP Frýdek-Místek. Danach wechselte er zu Talent Plzeň, wo er zweimal tschechischer Meister wurde. 2015 unterschrieb er, nachdem er zuvor ein Probetraining bei Wisła Płock absolviert hatte, einen Vertrag bei dem polnischen Verein KS Azoty-Puławy. Zur Saison 2017/18 wurde Petrovský vom Bergischen HC unter Vertrag genommen. Zur Saison 2020/21 wechselte er zum TuS N-Lübbecke. Mit TuS N-Lübbecke stieg er 2021 in die Bundesliga auf. Am Saisonende 2021/22 stieg er mit dem TuS direkt wieder ab. Im Februar 2023 wurde bekannt gegeben, dass Petrovský zur Saison 2023/2024 zum Bundesligisten TBV Lemgo wechseln wird. Zur Saison 2025/26 schloss er sich dem deutschen Drittligisten SV 04 Plauen-Oberlosa an.

### Nationalmannschaft
Leoš Petrovský gab am 4. April 2014 gegen Russland (19:22) sein Debüt für die tschechische Nationalmannschaft. 2015 nahm er an der Weltmeisterschaft in Katar teil und erzielte zehn Treffer.
Bei der Handball-EM 2018 erreichte er mit der tschechischen Auswahl überraschend den sechsten Platz.